# SST: Death Flight
SST Death Flight (alias SST: Disaster in the Sky) is een Amerikaanse televisiefilm uit 1977, geproduceerd door ABC Circle Films. De film werd geregisseerd door David Lowell Rich.

## Verhaal
Amerika’s eerste supersonische vliegtuig gaat haar eerste vlucht maken. Tv-presentator Regis Philbin doet verslag van de reis. De jet wordt bestuurd door Robert Reed. Onder de inzittenden bevinden zich ook steward Billy Crystal, Bert Convy en Doug McClure.
Door “reparaties” gedaan door een verontwaardigde medewerker die kwaad is op zijn baas, ontploft er een tank met hydraulische vloeistof. Dit maakt dat er een dodelijk virus vrijkomt, waardoor het vliegtuig geen toestemming krijgt te landen.

## Rolverdeling
| Acteur           | Personage      |
| ---------------- | -------------- |
| Barbara Anderson | Carla Stanley  |
| Bert Convy       | Tim Vernon     |
| Peter Graves     | Paul Whitley   |
| Lorne Greene     | Marshall Cole  |
| Season Hubley    | Anne Redding   |
| Tina Louise      | Mae            |
| George Maharis   | Les Phillips   |
| Burgess Meredith | Willy Basset   |
| Doug McClure     | Hank Fairbanks |
| Martin Milner    | Lyle Kingman   |

## Achtergrond
De film is een van de vele rampenfilms met vliegtuigen uit de jaren 70. De film werd gebruikt voor een van de eerste afleveringen van Mystery Science Theater 3000. Hierin werd vooral de spot gedreven met de flinterdunne plot en de slechte productie van de film.